# Gynacantha bullata
Gynacantha bullata – gatunek ważki z rodziny żagnicowatych (Aeshnidae).